# 流明球場
流明球場（英語：Lumen Field）是一座位於美國華盛頓州西雅圖的多用途體育場，為NFL球隊西雅圖海鷹、美國職業足球大聯盟球隊西雅圖海灣者和國家女子足球聯賽球隊西雅图君主的主場。
體育場位處國王巨蛋舊址，於2002年落成啓用，可容納觀眾68,740人。體育場曾於2013年及2014年兩度打破室外體育場人聲的吉尼斯世界紀錄，分別錄得136.6分貝和137.6分貝。

## 外部連結
- 维基共享资源上的相關多媒體資源：流明球場
- 流明球場官方網站 （页面存档备份，存于）

| 前任： 哈士奇體育場 | 西雅圖海鷹主場 2002年至今            | 繼任： 目前的主場   |
| 前任： 無           | 西雅圖海灣者主場 2009年至今          | 繼任： 目前的主場   |
| 前任： T-Mobile球場 | 西雅圖碗場館 2002年                  | 繼任： 停辦         |
| 前任： 哈士奇體育場 | 華盛頓大學哈士奇隊主場 2011年–2012年 | 繼任： 哈士奇體育場 |